# Wybuch gazu w Murowanej Goślinie
Wybuch gazu i pożar w Murowanej Goślinie – wybuch gazu i jego pożar w wyniku rozszczelnienia gazociągu gazu ziemnego wysokiego ciśnienia o średnicy 0,5 m i ciśnieniu roboczym 5,4 MPa w Murowanej Goślinie (województwo wielkopolskie), który miał miejsce 26 stycznia 2018 r. około godziny 00:00. 10 osób zostało ewakuowanych, nikt nie zginął ani nie został ranny. Spłonął jeden budynek gospodarczy. 3 budynki mieszkalne zostały znacznie zniszczone w wyniku pożaru, a piętnaście kolejnych w różnym stopniu zniszczone przez promieniowanie cieplne i eksplozję.
Ryzyko było porównywalne z akcją w Jankowie Przygodzkim. Oddziaływanie na budynki było jednak znacznie mniejsze.
W akcję ratowniczą na miejscu eksplozji zaangażowanych było 48 zastępów straży pożarnej – 32 PSP i 16 OSP, dwa zespoły ratownictwa medycznego oraz policja.
Był to gazociąg z lat 70. XX w. Według wstępnych ustaleń wybuch nastąpił samoczynnie, jednak w miejscu, w którym kilka tygodni wcześniej były prowadzone prace związane z budową chodnika.
W wyniku awarii oraz pożaru gazociągu Gaz-Systemu w Wielkopolsce dostaw gazu zostało pozbawionych około 3500 osób z miejscowości zasilanych ze stacji PSG.

## Akcja gaśnicza
O godzinie 00:02 dotarło pierwsze zgłoszenia do PSP informujące o pożarze stacji paliw na ul. Gnieźnieńskiej. Minutę później zostały zadysponowane siły z JRG-8 w Bolechowie, oraz OSP w Murowanej Goślinie. OSP Murowana Goślina wyjechała z remizy parę sekund przed zadysponowaniem z MSK. Było to spowodowane szybką reakcją druhów, którzy widzieli co się dzieje w pobliżu miejsca ich zamieszkania.  
Na miejscu akcją gaśniczą kierował brygadier Jarosław Kuśmirek – dowódca JRG-2, który brał również udział w akcji w Jankowie Przygodzkim. To on widząc z daleka łunę i podejrzewając pożar gazu, poprosił przez radio o zamknięcie zaworów.
Pierwsi strażacy zajęli się przeszukiwaniem pomieszczeń i ewakuacją mieszkańców. Rosnąca temperatura spowodowała sukcesywne zajmowanie się ogniem pobliskich budynków.
Po godzinie 2:00 pożar był już praktycznie zneutralizowany, jednak jego dogaszanie trwało do rana.

## Galeria
- Film z godziny 00:47 od strony zachodniej, ul. Gnieźnieńska.
- Film z godziny 01:04 od strony zachodniej, ul. Gnieźnieńska / Rejenta.
- Film z godziny 09:17 od strony zachodniej, ul. Bohuna.